# 埼玉県立大宮東高等学校
埼玉県立大宮東高等学校（さいたまけんりつおおみやひがしこうとうがっこう）は、埼玉県さいたま市見沼区に所在する高等学校である。

## 概要
普通科は2年次に文系・理系に分かれ、3年次でさらに理系が理系I・理系IIの2系統に分かれる。体育科は体育の専門科目を多く学び、1・2年次は全員共通で、3年次に文系・理系に分かれる。
普通科のほかに体育科を擁する学校のため、運動部の部活が非常に盛んな学校として知られる。2つの体育館や野球専用グラウンド、50mプールなどがあり、運動施設が充実している。
生徒数は男子が約600人、女子が約300人と男子生徒が多い。

## 沿革
- 1980年（昭和55年） - 埼玉県立大宮東高等学校開校、普通科・体育科設置
- 1984年（昭和59年） - 第2運動場（専用野球場）設立

## 教育目標
人間尊重の精神を基盤とし、学問を重んじ、正義と真理を愛し、豊かな心情と心身ともに健康な人間を育成し、あわせて世界の平和と人類の福祉に貢献できる人物を育成する。

## 周辺環境
学校の周辺は大きな店舗・施設はないが、緑が多く、のどかな雰囲気の場所にある。

## 制服
女子の制服は紺色のブレザーに灰色のスカートで、リボンやネクタイなどの飾りは一切無い。女子の冬服は、希望者はスラックスも可能。
男子の制服は紺色の学ラン。夏服は、男女とも白のポロシャツを着用する。
男女とも、本校指定のセーター（紺色）・ベスト着用は可能。

## 進路
平成27年3月卒業生の進路状況は、大学が約40％、専門学校が約33％、就職が約14％となっている。大学進学は毎年3割から4割で、専門学校・就職などへの進路も多い。

## 部活動
本校では体育科を設置していることもあって、運動部は数多くの部がインターハイや国体に出場している。
サッカー部は近年は全国大会から遠ざかっているが、1989年には高知総体で準優勝を果たした。
野球部は、春1回・夏1回の甲子園出場経験があり、1993年春（第65回）に準優勝を果たした。
体操部（男子）はインターハイに23回出場し、個人や種目別などで多数入賞。バドミントン部は、奥原希望が在学時に女子シングルスでインターハイ2連覇を果たした。
水泳部はインターハイに20回出場し、種目で1回の優勝経験がある。
一方、文化部では吹奏楽部は部員数が一桁と部員不足で、コンクールに出場できない状態が続いている。
運動部
- 野球部
  - 1990年 - 第72回全国高等学校野球選手権大会出場・初戦敗退
  - 1990年 - 第21回明治神宮野球大会・ベスト4
  - 1993年 - 第65回選抜高等学校野球大会・準優勝
- サッカー部
  - インターハイ7回出場（最高成績：準優勝）
  - 全国高等学校サッカー選手権大会5回出場（最高成績：ベスト8）
- 体操部
  - インターハイ23回出場
  - 全国高等学校体操競技選抜大会出場
  - 全日本ジュニア体操競技選手権大会出場
- バドミントン部
  - 全国高等学校総合体育大会バドミントン競技大会（2011年・2012年女子シングルス優勝、2014年女子ダブルス準優勝）
  - 全国高等学校選抜バドミントン大会（平成24年度女子ダブルス3位）
- 男子バスケットボール部
  - 全国大会10回出場
- 水泳部
  - インターハイ20回出場
- ダンス部
  - 冬の日本高校ダンス部選手権において2017年に優秀賞
- 剣道部
- 柔道部
- 陸上部
- 水泳部
- 弓道部
- ソフトボール部
- テニス部
- バドミントン部
- ソングリーディング部

文化部
- 写真部
- 美術部
- 放送部
- 家庭科部
- 科学部
- 吹奏楽部
- 華道部
- 軽音楽部
- 書道部
- 茶道部

同好会
- 漫画研究同好会

## 著名な出身者

### サッカー
- 田北雄気 - 元浦和レッズ、横浜FC GKコーチ
- 佐藤敦 - 元浦和レッズ他
- 松田悦典 - 元浦和レッズ他
- 大森征之 - 元名古屋グランパス他
- 増田功作 - 元横浜FC他、横浜FC コーチ
- 桜井直人 - 元ヴェルディ川崎/東京ヴェルディ 他
- 佐藤悠介 - 元栃木SC他
- 金澤慎 - 元大宮アルディージャ
- 本間和生 - サムットプラーカーンFC
- 髙地系治 - 元FC岐阜
- 関根永悟 - 元愛媛FC
- 加藤順大 - 元京都サンガ、在学時は同校サッカー部ではなく浦和レッズユースに所属
- 河原和寿 - 元愛媛FC、U-20サッカー日本代表
- 鈴木伸貴 - 元ガイナーレ鳥取

### プロ野球
- 福島明弘 - 元プロ野球選手
- 水沢正浩 - 元プロ野球選手
- 荒川哲男 - 元プロ野球選手
- 芹澤裕二 - 元プロ野球選手、現プロ野球コーチ
- 山口幸司 - 元プロ野球選手
- 北川博敏 - 元プロ野球選手、現プロ野球コーチ
- 平尾博嗣 - 元プロ野球選手、元プロ野球コーチ
- 吉野誠 - 元プロ野球選手
- 酒井泰志 - 元プロ野球選手
- 矢口哲朗 - 元プロ野球選手
- 野原祐也 - 元プロ野球選手
- 冨士大和 - プロ野球選手

### バスケットボール
- 池田麻美 - 元バスケットボール選手

### バドミントン
- 奥原希望 - プロバドミントン選手、リオデジャネイロオリンピック女子シングルス銅メダル
- 髙畑祐紀子 - バドミントン選手

### 芸能
- 澤部佑（ハライチ） - お笑い芸人
- ウエスP - お笑い芸人
- 大江健次（こりゃめでてーな） - お笑い芸人
- 杵渕はな（はなしょー） - お笑い芸人　※中退
- 5代目柳家小志ん - 芸人、落語家
- 桑原成吾 - 俳優

### e-sports
- 北茂樹 (SHIGE) - 元DeToNator他

## 交通
- - 大宮駅東口より東武バス（宮下行き）、終点「宮下」バス停下車（乗車時間約20分）し、「宮下」バス停から徒歩約10分。
  - 大宮駅東口より国際興業バス（東部リサイクルセンター行き）、「大宮東高校入口」バス停下車（乗車時間約20分）し、「大宮東高校入口」バス停から徒歩約5分。もしくは、1つ次の「大宮東高校」バス停から徒歩約1分。
  - 学校に一番近い東武野田線・七里駅からは駅前にバス停がないため、駅から徒歩約3分の「七里駅入口」バス停がある。「大宮東高校入口」バス停まで乗車時間約5分。